# زیردریایی یو-۶۳۸
زیردریایی یو-۶۳۸ (به انگلیسی: German submarine U-638) یک زیردریایی است که طول آن ۶۷٫۱ متر (۲۲۰ فوت ۲ اینچ) می‌باشد. این زیردریایی در سال ۱۹۴۲ ساخته شد.